# San Sebastiano (Mattia Preti)
Il San Sebastiano è un dipinto olio su tela (240×169 cm) di Mattia Preti eseguito nel 1657 circa e conservato presso il Museo nazionale di Capodimonte a Napoli.

## Storia e descrizione
La tela fu eseguita su incarico delle suore della chiesa di San Sebastiano a Napoli. A seguito di critiche e pressioni mosse dagli artisti dell'ambiente napoletano, su tutti Luca Giordano, i quali considerarono la rappresentazione del santo priva di quella nobiltà e bellezza che lo contraddistingue nell'iconografia classica, l'opera fu rimossa dalla cappella dov'era collocata.
Amareggiato per l'accaduto, Mattia Preti consegno la tela a un nobile che la addossò ad una parete della cappella privata di famiglia, all'interno della chiesa di Santa Maria Ognibene ai Sette Dolori in Napoli, dove rimase disponibile alla pubblica ammirazione fino al 1974 (il nobile affermò che il dipinto potesse così essere «la scuola de giovani che vonno profittare d'un perfetto disegno, e di un ottimo naturale.»). In questa data infatti, l'opera viene nuovamente trasferita, per motivi di sicurezza, trovando definitiva sistemazione al Museo nazionale di Capodimonte.
La scena, che presenta chiare impronte caravaggesche, vede il santo legato ad un palo e trafitto da frecce a seguito della condanna a morte inflittagli da Diocleziano, in quanto convertito al cristianesimo. La posa di San Sebastiano rimarca il fare pretiano delle figure riprese di scorcio, in proiezione trasversale, per dare più slancio e profondità alla composizione, elementi questi già adottati nelle precedenti opere come il San Nicola di Bari o il San Giovanni Battista, ma che qui trovano l'apice realizzativa per qualità e stile. A differenza delle due tele di San Domenico Soriano, dove la prima vedeva un fare luministico dominato dalla cromia gialla, mentre la seconda da una rossa, in quest'opera, che è cronologicamente lievemente più tarda, si vede una prevalenza della tonalità grigia argentea, particolare che si riscontrerà anche nelle opere immediatamente successive a questa (come il Ritorno del figliol prodigo nella versione di Palazzo Reale a Napoli) e che più in generale accompagnerà tutta la fase matura dell'attività del pittore calabrese.
Roberto Longhi nel 1913 definì l'opera «capolavoro di figura isolata», evidenziando per l'appunto la particolare costruzione della scena: «[...] non conosco una figura singola dove la costruzione creata dal Seicento sia espressa con maggiore chiarezza e riuscita».